# 박해정 (정치인)
박해정(朴海楨, 1916년 7월 21일 일제 강점기 조선 경상북도 경산 출생 ~ 1966년
2월 6일 대한민국 서울에서 별세.)은 대한민국의 정치인이다.

## 학력
- 대구공립고등보통학교 졸업
- 대구사범학교 강습과 졸업
- 일본 주오 대학 전문부 법학과 학사

## 경력
- 경북경찰국 총무과장
- 경찰청 경찰학교 부교장
- 안동경찰서장, 순천지방경찰서장
- 민주당 중앙위원 겸 정책위원
- 1948년 5월 10일 : 제헌 국회의원(경북 경산)
- 제3대, 제4대, 제5대 국회의원
- 교통부장관

## 역대 선거 결과
|  | 38.70% |

|  | 20.59% |

|  | 40.57% |

|  | 41.24% |

|  | 54.76% |

## 참고 자료
- 박해정 - 대한민국헌정회
- 《대한민국 의정총람》, 국회의원총람발간위원회, 1994년
- “역대 정부부처 장차관 - 건설교통부”. 동아일보. 2007년 8월 9일에 원본 문서에서 보존된 문서. 2008년 2월 26일에 확인함.

| 전임 정헌주 | 제11대 교통부 장관 1960년 9월 12일 ~ 1961년 5월 3일 | 후임 박찬현 |